# هينريتش فيلي
هينريتش فيلي هو طبيب أطفال وأستاذ جامعي سويسري، ولد في 3 مارس 1900 في خور في سويسرا، وتوفي في 16 فبراير 1971 في زيورخ في سويسرا.